# Sergio Véjar
Sergio Véjar  (né le 11 octobre 1928 à Colima et mort le 15 février 2009  à Mexico) est un réalisateur, scénariste, producteur, cadreur, directeur de la photographie et monteur de cinéma mexicain. 

## Filmographie

### Comme réalisateur
- 1963 : Las Troyanas
- 1964 : Los Signos del zodiaco
- 1964 : Volantín
- 1965 : Viento distante
- 1966 : Matar es fácil
- 1966 : Solo de noche vienes
- 1967 : La Muerte es puntual
- 1967 : La Otra ciudad
- 1968 : Cuatro contra el crimen
- 1968 : Patrulla de valientes
- 1969 : El Último pistolero
- 1970 : El Cuerpazo del delito
- 1970 : Los Años vacios
- 1971 : Una Vez en la noche
- 1972 : Trio y cuarteto
- 1973 : Eva y Dario
- 1973 : Novios y amantes
- 1975 : La Trenza
- 1976 : El Pacto
- 1977 : Furia pasional
- 1978 : La Casa del pelícano
- 1978 : Las Mariposas disecadas
- 1979 : Discoteca es amor
- 1979 : El Alburero
- 1981 : Las Piernas del millón
- 1981 : Mamá, soy Paquito
- 1982 : Fieras contra fieras
- 1983 : niño rico Niño pobre
- 1983 : Pedro el de Guadalajara
- 1984 : Delincuente
- 1984 : Emanuelo
- 1987 : Hoy como ayer
- 1987 : La jaula de oro
- 1988 : La Puerta negra
- 1988 : Un Sabado mas
- 1989 : Había una vez una estrella
- 1990 : La Fuerza del odio
- 1990 : Ni parientes somos - contagio de amor
- 1990 : Un Corazón para dos
- 1991 : Esa mujer me vuelve loco
- 1991 : Traición
- 1992 : Ayudame compadre
- 1992 : El Ganador
- 1992 : El Gandalla
- 1992 : Relaciones violentas
- 1993 : El Salario de la muerte
- 1995 : Ataque salvaje
- 1996 : En las manos de Dios
- 1996 : Perversión
- 1997 : Campeón
- 1999 : Asesina
- 1999 : Sangre prisionera

### Comme cadreur
- 1948 : Dos de la vida airada
- 1948 : Las Mañanitas
- 1949 : Nosotros los rateros
- 1949 : Solo Veracruz es bello
- 1949 : Tierra muerta
- 1950 : Amor con amor se paga
- 1950 : El Desalmado
- 1950 : La Vida en broma
- 1950 : Tacos joven
- 1951 : En carne viva
- 1951 : Especialista en señoras
- 1951 : La Tienda de la esquina
- 1951 : Lodo y armiño
- 1951 : Mi marido
- 1951 : Monte de piedad
- 1952 : El Ruiseñor del barrio
- 1952 : La Niña popoff
- 1953 : Amor de locura
- 1953 : La Bestia magnifica (Lucha libre)
- 1953 : L'Enjôleuse
- 1953 : Los Dineros del diablo
- 1953 : Los Solterones
- 1954 : Les Hauts de Hurlevent de Luis Buñuel
- 1955 : Al diablo las mujeres
- 1955 : Frente al pecado de ayer
- 1955 : La Vie criminelle d'Archibald de la Cruz de Luis Buñuel
- 1955 : Necesito un marido
- 1956 : Caras nuevas
- 1956 : Los Hijos de Rancho Grande
- 1957 : Asesinos en la noche
- 1957 : Bambalinas
- 1957 : Camino del mal
- 1957 : Muertos de risa
- 1958 : Zonga, el ángel diabólico
- 1958 : Los Tres vivales
- 1958 : Lucrecia Desnúdate
- 1958 : Plazos traicioneros
- 1958 : Sucedió en México
- 1959 : Cuando se quiere se quiere
- 1959 : Flor de canela
- 1959 : La Vida de Agustín Lara
- 1959 : Los Santos reyes
- 1959 : Pueblo en armas
- 1960 : El Toro negro
- 1960 : La Tijera de oro
- 1960 : Viva la parranda
- 1961 : Dos tontos y un loco
- 1961 : Remolino
- 1961 : Sobre el muerto las coronas

### Comme scénariste
- 1963 : Las Troyanas
- 1966 : Solo de noche vienes
- 1967 : La Otra ciudad
- 1970 : El Cuerpazo del delito
- 1970 : Los Años vacios
- 1971 : Nido de fieras
- 1971 : Una Vez en la noche
- 1972 : Trio y cuarteto
- 1973 : Eva y Dario
- 1975 : La Trenza
- 1976 : El Pacto
- 1978 : Las Mariposas disecadas
- 1981 : Las Piernas del millón
- 1992 : Relaciones violentas
- 1995 : Ataque salvaje
- 1996 : Perversión
- 1999 : Asesina
- 1999 : Sangre prisionera

### Comme directeur de la photographie
- 1960 : Historias de la revolución de Tomás Gutiérrez Alea
- 1964 : La Mente y el crimen d'Alejandro Galindo
- 1967 : La Otra ciudad
- 1968 : Dos mas uno igual a dos de Manuel Michel

### Comme monteur
- 1991 : Esa mujer me vuelve loco
- 1992 : Ayudame compadre

### Comme producteur
- 1967 : La Otra ciudad